# Кристиана Генриетта Пфальц-Цвейбрюккенская
Кристиана Генриетта Пфальц-Цвейбрюккенская (нем. Christiane Henriette von Pfalz-Zweibrücken; 16 ноября 1725, Рибовиль — 11 февраля 1816, Бад-Арользен) — в замужестве княгиня Вальдек-Пирмонтская.

## Биография
Кристиана родилась в семье пфальцграфа Кристиана III Цвейбрюккенского (1674—1735) и Каролины (1704—1774), дочери графа Людвига Крафта Нассау-Саарбрюккенского. Кристиана Генриетта приходилась сестрой Кристиану IV и фельдмаршалу Фридриху Михаэлю. Племянник принцессы Кристианы — первый король Баварии Максимилиан I.
Кристиана вышла замуж 19 августа 1741 года за князя Карла Августа Вальдек-Пирмонтского (1704—1763). После смерти супруга она в 1764—1766 годах была регентом княжества.

## Коллекция
Кристиана Генриетта считалась высокообразованной в искусствах и науках. Она была близким другом антрополога Иогана Фридриха Блуменбаха. Ей удалось собрать всестороннюю библиотеку, которая к 1788 году включала в себя приблизительно 6000 томов, которую она хранила в замке. После её смерти остался значительный долг, который образовался из-за её библиотеки, и коллекцию продали в 1820 году.

## Семья
В браке с кузеном Карлом Августом родилось семеро детей:
- Карл (1742—1756)
- Фридрих Карл Август (1743—1812), князь Вальдек-Пирмонта
- Кристиан (1744—1798), португальский фельдмаршал
- Георг
- Каролина Луиза (1748—1782) с 1765 года замужем за Петром Бироном, герцогом Курляндским
- Луиза (1751—1816)
- Луи (1752—1793), голландский генерал, погиб в бою